# Gibbons (Canada)
Gibbons is een plaats (town) in de Canadese provincie Alberta en telt 2642 inwoners (2006).